# Peter Lambert
Peter Lambert (n. 1859, Trier, Regatul Prusiei – d. 1939, Trier, Germania Nazistă) a fost un horticultor german, specialist în creșterea și hibridarea trandafirilor.